# Calyptella musae
Calyptella musae är en svampart som först beskrevs av Franz Wilhelm Junghuhn, och fick sitt nu gällande namn av W.B. Cooke 1961. Calyptella musae ingår i släktet Calyptella och familjen Marasmiaceae.   Inga underarter finns listade i Catalogue of Life.